# International Confederation of Childhood Cancer Parent Organisations
Die International Confederation of Childhood Cancer Parent Organisations (ICCCPO) ist eine Betroffenenorganisation. Sie wurde 1994 in Valencia (Spanien) von Eltern krebskranker oder ehemals krebskranker Kinder gegründet. Seit 1994 findet jährlich ein Treffen statt. Der Internationale Kinderkrebstag (International Childhood Cancer Day ICCD) wurde von der Organisation Childhood Cancer International (CCI) im Jahr 2002 ins Leben gerufen. Er ist seither in vielen Ländern mit Aktionstagen verbunden.

## Internationale Zusammenarbeit
Ziele der Vereinigung sind der Austausch von Informationen und Erfahrungen zwischen Eltern-Gruppen auf der ganzen Welt und mit allen anderen Beteiligten bei der Behandlung und Versorgung von Kindern mit Krebs, um den bestmöglichen Zugang zu Behandlung und Betreuung für Kinder mit Krebs in der ganzen Welt zu gewährleisten. Ein wichtiger Bereich ist der grenzüberschreitende Austausch von Forschungsergebnissen und neuen Therapien, der von der Deutschen Krebshilfe partnerschaftlich unterstützt wird.

## Millionen im  Kampf gegen Krebs im Kindesalter
Im internationalen Kampf gegen Krebs im Kindesalter nehmen deutsche Wissenschaftler und Hilfsorganisationen einen führenden Platz ein. Allein im Jahr 2017 haben die Deutsche Krebshilfe und die Stiftung Deutsche KinderKrebshilfe rund acht Millionen Euro aus Spendengeldern in Projekte der Kinderkrebsbekämpfung investiert, gab der Vorstandsvorsitzende der Krebshilfe zum Internationalen Kinderkrebstag 2018 bekannt.
Ein zentrales Forschungsprojekt "Knochenkrebs im Kindesalter" (Ewing-Sarkom) fördert die Krebshilfe aktuell mit rund 671.000 Euro.

## Wie ist das mit dem Krebs?
An dem von der ICCCPO ins Leben gerufenen Internationalen Kinderkrebstag hat die Stiftung Deutsche Krebshilfe im Februar 2021 in einem internationalen Appell alle Erwachsenen aufgerufen, im Dialog mit Kindern und Jugendlichen offen über Krebserkrankungen zu sprechen.
Diese wichtige Aufgabe unterstützt die Krebshilfe mit Fachinformationen sowie dem aktuellen Buch „Wie ist das mit dem Krebs?“ der Ärztin Sarah Herlofsen. Es helfe Kindern und Erwachsenen, die komplizierte Erkrankung zu verstehen.
Die von der Ärztin Mildred Scheel 1974  gegründete Deutsche Krebshilfe hatte vom Anfang an den Kampf  gegen Krebserkrankungen bei Kindern zu einem Schwerpunkt gemacht. Ihr Ziel war, Krebs aus der Tabuzone zu holen und in die Gesellschaft zu tragen sowie ein internationaler Informationsaustausch über Krebsforschung und praktische Hilfe für Betroffene. Heute motiviert ihre Tochter Cornelia Scheel in der Hilfsorganisation andere Menschen, offen mit der Krebs-Problematik umzugehen. Sie hat das Vorwort zu dem informativen Buch mit erklärenden Illustrationen geschrieben. Ihre Mutter erlag 1985 selbst einem Krebsleiden. Daher wisse sie, „dass Schweigen sehr belastend sein kann, insbesondere für Kinder und Jugendliche“, erklärte  Cornelia Scheel zu ihrem permanenten Engagement für die  Krebshilfe. Das Buch erschien in Kooperation mit der Deutschen Krebshilfe  und wird in deren Shop bereitgehalten.